# ارتش ۸ ترکیبی گارد
ارتش ۸ ترکیبی گارد (انگلیسی: 8th Guards Combined Arms Army) ارتش میدانی تسلیحات ترکیبی نیروی زمینی روسیه است، که در در منطقه نظامی جنوبی فعالیت می‌کند. ستاد فرماندهی و پادگان این ارتش در شهر نووچرکاسک، استان روستوف، روسیه قرار دارد. 
ارتش ۸ ترکیبی گارد در سال ۲۰۱۷ تشکیل شد. ارتش ۸ ترکیبی گارد دارای ۲ لشکر تفنگدار موتوریزه، ۳ تیپ توپخانه، موشکی و پدافند هوایی، یک هنگ مکانیزه یک گردان تانک است و یکی از جدیدترین ارتش‌های زمینی روسیه به‌شمار می‌آید.